# Jan Andersson (musiker)
Jan Åke Andersson, född 21 april 1959 i Sollefteå församling, är en svensk musiker och gitarrist.

## Biografi
År 1977 var han med och grundade Four Mandarines och senare The Pain, båda kända som tidiga svenska punkband. The Mandarines gav ut en EP på EMI. Senare spelade han med Reeperbahn för att kring 1980 bilda bandet Japop (1980–1983) som gav ut tre album. Han spelade även flitigt med Ulf Lundell i skiftet 1970- och 1980-tal. Först medverkade han i några låtar på albumet Nådens år (1978), medverkade i sin helhet på albumen Ripp Rapp (1979) och Längre inåt landet (1980) samt i en låt på Kär och galen (1982). Han turnerade även med Lundell under samma period. 1993 producerade han Pelle Almgrens album Superstjärna.

### Familj
Jan Anderson är son till politikern Hans Andersson och bror till politikern Mona Sahlin.